# Parlamentswahl in Griechenland 2004
- KKE: 12
- SYRIZA: 6
- PASOK: 117
- ND: 165

Die Parlamentswahl in Griechenland 2004 fand am 7. März 2004 statt. Bei der Wahl wurden die 300 Abgeordneten des Griechischen Parlaments neu bestimmt. 
Die Wahlen wurden von Konstantinos Karamanlis und seiner Partei, der liberal-konservativen Neue Demokratie (ND) gewonnen. Die konkurrierende PASOK mit ihrem Spitzenkandidaten Georgios Papandreou erhielt 3,24 Prozentpunkte weniger als bei der Wahl im April 2000. 

## Wahlrecht und Wahlpflicht
Im griechischen Wahlrecht gilt eine Drei-Prozent-Klausel. Die Stimmen kleiner Parteien, welche diese Hürde nicht überschreiten können, werden nach griechischem Wahlrecht in der Sitzverteilung automatisch der stärksten Partei zugeschlagen, um eine Regierungsbildung zu erleichtern. Zudem reicht für die stärkste Partei eine einfache Mehrheit der Stimmen um die Mehrheit der 300 Sitze im Parlament zu erlangen; es muss also nicht unbedingt eine Koalition eingegangen werden, um eine absolute Mehrheit zu bekommen. 
In Griechenland ist die Veröffentlichung von demoskopischen Wahlprognosen 2 Wochen lang vor dem Wahltermin verboten. „Nachwahlumfragen“ (sie werden direkt nach Schließung der Wahllokale veröffentlicht) sind der erste Indikator für den möglichen Wahlausgang.
In Griechenland herrscht eine Wahlpflicht für alle griechischen Bürger über 18 Jahre; ein Versäumnis wird nicht verfolgt. Die Wahlbeteiligung an der Parlamentswahl 2004 betrug etwa 79 Prozent. Die Kombination aus Wahlpflicht und griechischem Melderecht verursacht bei jeder Wahl für ein erhöhtes Reiseaufkommen, da im „Heimatort“ gewählt werden muss, der oft nicht mit dem Wohnort übereinstimmt. Arbeitnehmer können bis zu drei Tagen frei bekommen, Fährtickets werden zu einem großen Kontingent von den großen Parteien finanziert.

## Parteien
Zur Wahl traten 17 verschiedene Parteien an.
Die bisher im Parlament vertretenen Parteien:
| Parlamentsparteien | Parlamentsparteien | Parlamentsparteien | Parlamentsparteien | Parlamentsparteien | Parlamentsparteien    |
| Logo               | Logo               | Name | Ausrichtung        | Spitzenkandidat    | Spitzenkandidat       |
| ------------------ | ------------------ | --- | ------------------ | ------------------ | --------------------- |
|                    | Logo der ND        | Nea Dimokratia (ND) Νέα Δημοκρατία (ΝΔ) Neue Demokratie                                                                          | konservativ        | Kostas Karamanlis  | Kostas Karamanlis     |
|                    | Logo der PASOK     | Panellinio Sosialistiko Kinima (PASOK) Πανελλήνιο Σοσιαλιστικό Κίνημα (ΠΑΣΟΚ) Panhellenische Sozialistische Bewegung             | sozialdemokratisch | Giorgos Papandreou | Giorgos Papandreou    |
|                    | Logo der KKE       | Kommounistiko Komma Elladas (KKE) Κομμουνιστικό Κόμμα Ελλάδας (KKE) Kommunistische Partei Griechenlands                          | kommunistisch      | Aleka Papariga     | Aleka Papariga        |
|                    | Logo der SYRIZA    | Synaspismos tis Rizospastikis Aristeras (SYRIZA) Συνασπισμός της Ριζοσπαστικής Αριστεράς (ΣΥΡΙΖΑ) Koalition der Radikalen Linken | linkssozialistisch |                    | Nikos Konstantopoulos |

## Der Wahlkampf
Im Januar lag die Nea Dimokratia in den Wahlumfragen um 7 % vor der PASOK. Nach der Wahl von Papandreou zum Parteivorsitzenden holte die PASOK in den Umfragen auf. Ende Februar war der Vorsprung der Nea Dimokratia auf 3 % gesunken. Die Wahl wurde dadurch zu einem Kopf-an-Kopf-Rennen.
Höhepunkt des Wahlkampfs war die traditionelle Wahlkampfkundgebung in Athen. Am Abend des 4. März wurde Karamanlis durch geschätzte 200.000 Anhänger bejubelt. Die Abschlusskundgebung der PASOK nahm für sich in Anspruch, auf ihrer Abschlusskundgebung am 6. März doppelt so viele Anhänger mobilisiert zu haben. Keine der Zahlen wurde unabhängig bestätigt.

## Wahlergebnis

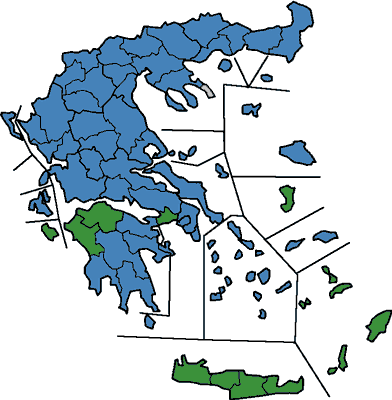
Wahlkreisergebnisse:
Nea Dimokratia
Panellinio Sosialistiko Kinima

Die Partei Nea Dimokratia (ND) war der eindeutige Sieger der Wahl und erreichte mit 45,36 % die absolute Mehrheit der Sitze im Parlament. Damit konnte sie alleine regieren.
| Listen                   | Listen                                                           | Stimmen   | %    | +/-  | Mandate | +/- |
| ------------------------ | ---------------------------------------------------------------- | --------- | ---- | ---- | ------- | --- |
|                          | Nea Dimokratia (ND)                                              | 3.359.682 | 45,4 | +2,6 | 165     | +40 |
|                          | Panellinio Sosialistiko Kinima (PASOK)                           | 3.003.275 | 40,5 | −3,2 | 117     | −41 |
|                          | Kommounistiko Komma Elladas (KKE)                                | 436.706   | 5,9  | +0,4 | 12      | +1  |
|                          | Synaspismos tis Rizospastikis Aristeras (SYRIZA)                 | 241.637   | 3,3  | +0,1 | 6       | ±0  |
|                          | Laikos Orthodoxos Synagermos (LAOS)                              | 162.151   | 2,2  | Neu  | –       | Neu |
|                          | Dimokratiko Kinoniko Kinima (DIKKI)                              | 132.782   | 1,8  | −0,9 | –       | ±0  |
|                          | Enosi Kendroon (EK)                                              | 19.531    | 0,3  | −0,1 | –       | ±0  |
|                          | Metopo Rizospastikis Aristeras (MERA)                            | 11.264    | 0,2  | ±0,0 | –       | ±0  |
|                          | Kommounistiko Komma Elladas (marxistiko-leninistiko) (KKE (m-l)) | 10.753    | 0,1  | ±0,0 | –       | ±0  |
|                          | Anikapitalistiki Symmachia                                       | 8.315     | 0,1  | Neu  | –       | Neu |
|                          | Elliniko Metopo                                                  | 6.751     | 0,1  | Neu  | –       | Neu |
|                          | Marxistiko-Leninistiko Kommounistiko Komma Elladas (ML KKE)      | 4.848     | 0,1  | N/A  | –       | N/A |
|                          | Agonistiko Sosialistiko Komma Elladas (ASKE)                     | 3.180     | 0,0  | ±0,0 | –       | ±0  |
|                          | Komma Fileleftheron                                              | 2.658     | 0,0  | ±0,0 | –       | ±0  |
|                          | Organosi gia tin Anasynkrotisi tou KKE (OAKKE)                   | 2.099     | 0,0  | ±0,0 | –       | ±0  |
|                          | Christopistia                                                    | 95        | 0,0  | ±0,0 | –       | ±0  |
|                          | Unabhängige                                                      | 892       | 0,0  | —    | –       | —   |
| Gesamt                   | Gesamt                                                           | 7.406.619 | 100  |      | 300     | –   |
|                          |                                                                  |           |      |      |         |     |
| Leere Stimmzettel        | Leere Stimmzettel                                                | 43.036    | 0,6  |      |         |     |
| Ungültige Stimmzettel    | Ungültige Stimmzettel                                            | 123.713   | 1,6  |      |         |     |
| Wähler                   | Wähler                                                           | 7.573.368 | 76,5 |      |         |     |
| Wahlberechtigte          | Wahlberechtigte                                                  | 9.899.472 |      |      |         |     |
|                          |                                                                  |           |      |      |         |     |
| Quelle: Innenministerium |                                                                  |           |      |      |         |     |